# 蒙特罗马诺
蒙特罗马诺（義大利語：Monte Romano），是意大利拉齐奥大区维泰博省的一个市镇。总面积86平方公里，人口1997人，人口密度23.2人/平方公里（2009年）。ISTAT代码为056037。